# Hava
Hava je žensko osebno ime.

## Izvor imena
Ime Hava je različica ženskega osebnega imena Eva.

## Pogostost imena
Po podatkih Statističnega urada Republike Slovenije je bilo na dan 31. decembra 2007 v Sloveniji število ženskih oseb z imenom Hava: 69.

## Osebni praznik
V koledarju je ime Hava skupaj z imenom Eva; god praznuje 24. decembra.